# Bắc Hòa
Bắc Hòa là một xã thuộc huyện Tân Thạnh, tỉnh Long An, Việt Nam.
Xã Bắc Hòa có diện tích 30,15 km², dân số năm 1999 là 3.823 người, mật độ dân số đạt 127 người/km².